# Ameles fasciipennis
Ameles fasciipennis — вид богомолов, эндемик Италии. Вид известен по единственному экземпляру, собранному, вероятно, в 1871 году (этикетка неоднозначна, но дата, вероятно, правильная) в районе Толентино.
Систематика рода Ameles является в настоящее время довольно запутанной и дальнейший анализ необходим, чтобы подтвердить обоснованность выделения данного вида; однако, признаки используемые в первоначальном описании хорошо отличают данный вид от других представителей рода. Окрестности Толентино, типовой местности, были исследованы в поисках данного вида. Другие виды богомолов рода Ameles были собраны в данной местности, например Ameles spallanzania, но Ameles fasciipennis так и не был найден

## Численность и охрана
Международный союз охраны природы объявил, что вид находится в критическом состоянии, возможно, этот вид уже вымер. Если же он до сих пор сохранился, то ему грозит вымирание из-за интенсивного сельскохозяйственного освоения земель в районе находки вида.